# 20 kilometer gång för herrar i friidrott vid olympiska sommarspelen 1992
20 kilometer gång för herrar vid olympiska sommarspelen 1992 i Barcelona avgjordes 31 juli. 

## Medaljörer
| Gren       | Guld                   | Guld    | Silver                     | Silver  | Brons                            | Brons   |
| 20 km gång | Daniel Plaza · Spanien | 1:21.25 | Guillaume LeBlanc · Kanada | 1:22.25 | Giovanni De Benedictis · Italien | 1:23.11 |

## Resultat
- Q innebär avancemang utifrån placering i heatet.
- q innebär avancemang utifrån total placering.
- DNS innebär att personen inte startade.
- DNF innebär att personen inte fullföljde.
- DQ innebär diskvalificering.
- NR innebär nationellt rekord.
- OR innebär olympiskt rekord.
- WR innebär världsrekord.
- WJR innebär världsrekord för juniorer
- AR innebär världsdelsrekord (area record)
- PB innebär personligt rekord.
- SB innebär säsongsbästa.
- w innebär medvind > 2,0 m/s

| Placering              | Gångare                      | Tid     |
| ---------------------- | ---------------------------- | ------- |
| 1                      | Daniel Plaza (ESP)           | 1:21.45 |
| 2                      | Guillaume LeBlanc (CAN)      | 1:22.25 |
| 3                      | Giovanni De Benedictis (ITA) | 1:23.11 |
| 4                      | Maurizio Damilano (ITA)      | 1:23.39 |
| 5                      | Chen Shaoguo (CHN)           | 1:24.06 |
| 6                      | Jimmy McDonald (IRL)         | 1:25.16 |
| 7                      | Daniel García (MEX)          | 1:25.35 |
| 8                      | Sándor Urbanik (HUN)         | 1:26.08 |
| 9                      | Héctor Moreno (COL)          | 1:26.23 |
| 10                     | Miguel Ángel Prieto (ESP)    | 1:26.38 |
| 11                     | Robert Ihly (GER)            | 1:26.56 |
| 12                     | Michail Sjtjennikov (EUN)    | 1:27.17 |
| 13                     | Vladimir Andrejev (EUN)      | 1:28.25 |
| 14                     | Tim Berrett (CAN)            | 1:28.25 |
| 15                     | Stefan Johansson (SWE)       | 1:28.37 |
| 16                     | Chris Maddocks (GBR)         | 1:28.45 |
| 17                     | Pavol Blažek (TCH)           | 1:29.23 |
| 18                     | Walter Arena (ITA)           | 1:29.34 |
| 19                     | Igor Kollár (TCH)            | 1:29.38 |
| 20                     | Axel Noack (GER)             | 1:29.55 |
| 21                     | Joel Sánchez (MEX)           | 1:30.12 |
| 22                     | Nicholas A'Hern (AUS)        | 1:31.39 |
| 23                     | Andrew Penn (GBR)            | 1:31.40 |
| 24                     | Martin Rush (GBR)            | 1:31.56 |
| 25                     | Shemisu Hasen (ETH)          | 1:32.39 |
| 26                     | Viktoras Meškauskas (LTU)    | 1:33.24 |
| 27                     | Sérgio Galdino (BRA)         | 1:33.32 |
| 28                     | Ján Záhončík (TCH)           | 1:33.37 |
| 29                     | Ernesto Canto (MEX)          | 1:33.51 |
| 30                     | Allen James (USA)            | 1:35.12 |
| 31                     | Andrew Jachno (AUS)          | 1:36.49 |
| 32                     | Marcelo Palma (BRA)          | 1:40.11 |
| Fullföljde inte (DNF)  |                              |         |
| —                      | Li Mingcai (CHN)             | DNF     |
| —                      | Robert Korzeniowski (POL)    | DNF     |
| —                      | Oleg Trotjin (EUN)           | DNF     |
| —                      | Ademar Kammler (BRA)         | DNF     |
| —                      | Jefferson Pérez (ECU)        | DNF     |
| Diskvalificerade (DSQ) |                              |         |
| —                      | Valentí Massana (ESP)        | DQ      |
| —                      | Thierry Toutain (FRA)        | DQ      |
| —                      | Bobby O'Leary (IRL)          | DQ      |
| —                      | José Urbano (POR)            | DQ      |
| —                      | Saleumphone Sopraseut (LAO)  | DQ      |